# Michael Landon

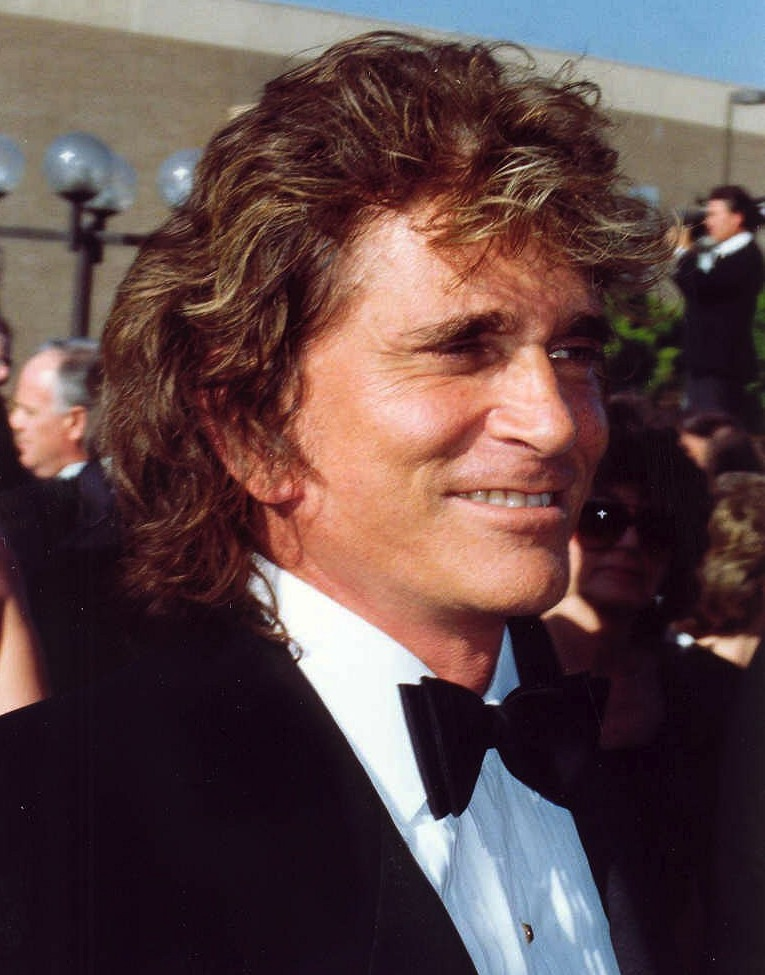
Michael Landon bei den 42. Emmy Awards, 1990

Michael Landon (* 31. Oktober 1936 in Forest Hills, Queens, New York als Eugene Maurice Orowitz; † 1. Juli 1991 in Malibu, Kalifornien) war ein US-amerikanischer Schauspieler, Drehbuchautor, Fernsehregisseur und -produzent. Weltberühmt wurde er durch seine Rollen in Fernsehserien – in den 1960er Jahren als Little Joe Cartwright in Bonanza und in den 1970er/1980er Jahren als Charles Ingalls in Unsere kleine Farm.

## Leben

### Kindheit und Jugend
Michael Landon wurde als Sohn von Eli Maurice und Peggy O’Neal Orowitz in Forest Hills in Queens, einem Stadtteil von New York, als Eugene Maurice Orowitz geboren. Als er vier Jahre alt war, zog seine Familie nach Collingswood, New Jersey. Seine Kindheit war gekennzeichnet durch ein schwieriges Verhältnis seiner Eltern zueinander. In der Highschool brachte er gute Leistungen in Leichtathletik und erwarb damit ein Stipendium für die University of Southern California. Als er nach einer Armverletzung mit dem Sport nicht weitermachen konnte, übernahm er zunächst im US-Fernsehen kleinere Rollen. Da er seinen Namen unpassend für einen Schauspieler fand, änderte er ihn in Michael Landon – einen Namen, den er im Telefonbuch von Los Angeles gefunden hatte.

### Karriere

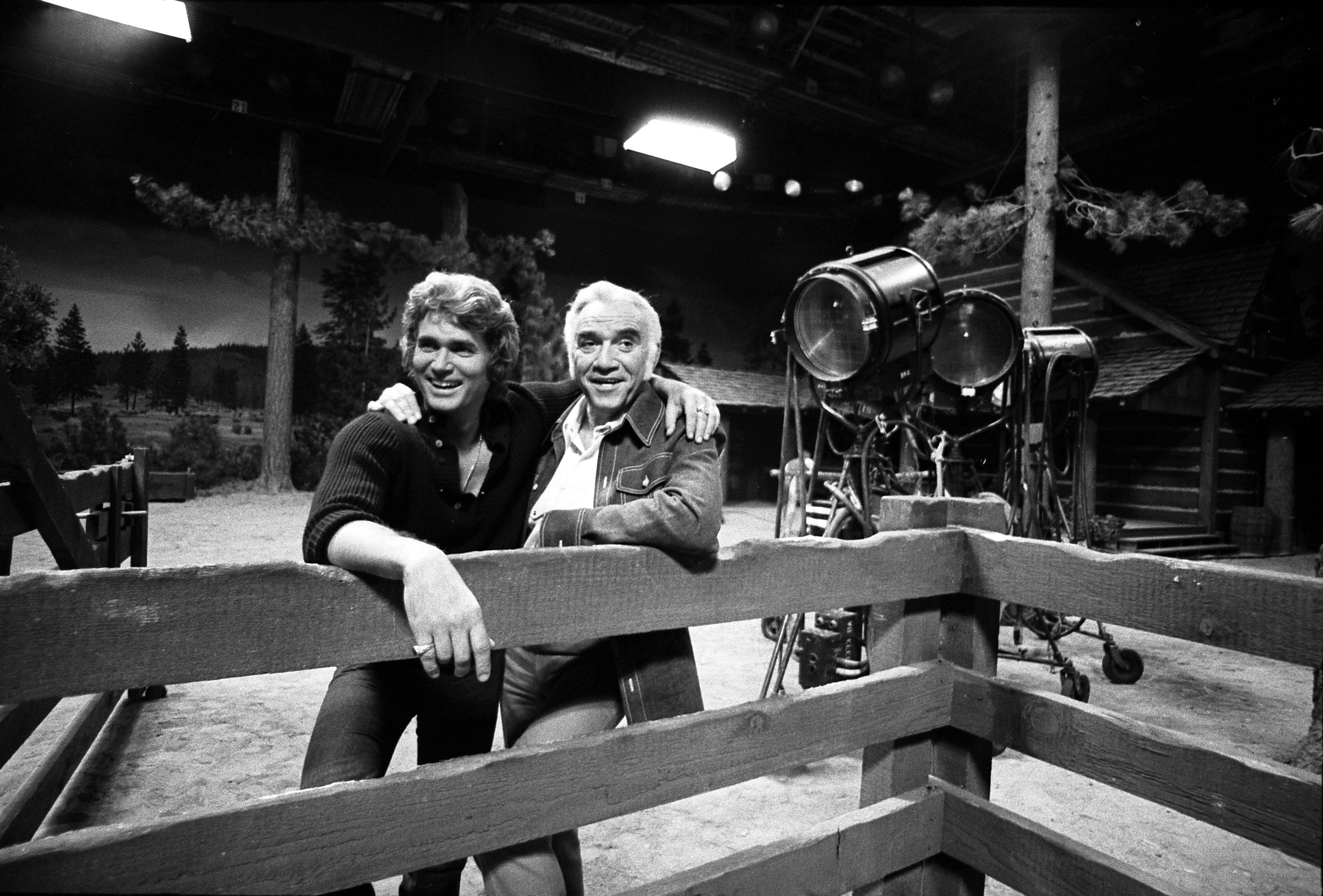
Michael Landon (links) mit Lorne Greene am Set von Bonanza (1972)

Seine erste größere Rolle hatte Landon 1957 als Tony Rivers in dem Horrorfilm Der Tod hat schwarze Krallen. Ab Sommer 1959 spielte er 14 Jahre lang in 428 Folgen der Fernsehserie Bonanza die Rolle des Little Joe. Nach dem plötzlichen Tod seines Freundes und Schauspielkollegen Dan Blocker (Hoss Cartwright) im Mai 1972 wurde Bonanza im Januar 1973 eingestellt. In den späten Staffeln dieser Serie schrieb Landon bereits einige Drehbücher. In einigen Folgen führte er auch Regie.
Ab Herbst 1974 spielte er die Hauptrolle als Familienvater Charles Ingalls in der sehr frei an die autobiografische Buchreihe von Laura Ingalls Wilder angelehnten Fernsehserie Unsere kleine Farm. Als Darsteller, Produzent, Drehbuchautor und Regisseur war Landon vom Beginn bis zum Ende im Herbst 1983 die treibende Kraft der Serie.
Ab Sommer 1984 spielte er in der Fernsehserie Ein Engel auf Erden, bis sein Freund und zweiter Hauptdarsteller Victor French im Juni 1989 an Lungenkrebs starb. French und Landon waren bereits in Bonanza und Unsere kleine Farm zusammen aufgetreten.
Bei diesen von ihm entwickelten Serien arbeitete Landon mit NBC zusammen. Nach dem Ende von Ein Engel auf Erden wechselte er nach fast 35 Jahren zu CBS, wo er noch den Pilotfilm zu der geplanten Serie Us beendete, in dem er auch wieder als Darsteller mitwirkte. Die Serie aber wurde anschließend nicht mehr verwirklicht, der Pilotfilm war seine letzte Arbeit.
Landons deutsche Synchronsprecher waren Tommi Piper, Norbert Langer, Fred Maire, Claus Wilcke, Randolf Kronberg, Reent Reins und Joachim Ansorge.

### Privatleben
Michael Landon war dreimal verheiratet. Mit seiner ersten Frau Dodie Levy-Fraser, die er 1956 heiratete, hatte er zwei adoptierte Söhne. Im Dezember 1962 wurde die Ehe geschieden. Am 12. Januar 1963 heiratete er Lynn Noe, die eine Tochter mit in die Ehe brachte. Von den vier gemeinsamen Kindern arbeiten mittlerweile drei – Michael Landon Jr., Christopher B. Landon und Leslie Landon – wie ihr Vater ebenfalls in der Filmwirtschaft. Landons zweite Ehe wurde im Dezember 1982 geschieden. Im Februar 1983 heiratete er Cindy Clerico, die er bei den Dreharbeiten zu Unsere kleine Farm kennengelernt hatte. Clerico ist die Mutter seiner zwei weiteren Kinder, darunter die Schauspielerin Jennifer Landon.
Im April 1991 wurde bei Landon Bauchspeicheldrüsenkrebs diagnostiziert. Bei seinem letzten Fernsehauftritt am 9. Mai 1991 in der Tonight Show von Johnny Carson gab er sich zuversichtlich, die Krankheit besiegen zu können, doch der Krebs hatte bereits auf seine Leber übergegriffen. Michael Landon starb am 1. Juli 1991 im Alter von 54 Jahren. Er wurde auf dem Hillside Memorial Park Cemetery in Culver City beigesetzt.
Die Schauspielerin Melissa Gilbert, die seine Tochter Laura in der Serie Unsere kleine Farm verkörperte, nannte ihr zweites, 1995 geborenes Kind Michael in Gedenken an Michael Landon. Sein nach ihm benannter Sohn Michael Landon Jr. schrieb das sehr persönliche Drehbuch für den 1999 gedrehten Film Schatten des Ruhms – Die Michael-Landon-Story (Michael Landon, the Father I Knew), der Episoden aus dem Leben von Michael Landon nacherzählt.

## Filmografie (Auswahl)
- 1956: Das Herz eines Millionärs (These Wilder Years)
- 1956: Mystery of Caspar Hauser
- 1957: Der Tod hat schwarze Krallen (I Was a Teenage Werewolf)
- 1958: Wild auf Gold (Gods Little Acre)
- 1958: Flammen über Maracaibo (Maracaibo)
- 1958: Mit Siebzehn am Abgrund (High School Confidential!)
- 1958–1959: Josh (Wanted: Dead Or Alive, Fernsehserie, 2 Folgen)
- 1958; 1959: Westlich von Santa Fé (The Rifleman, Fernsehserie, 2 Folgen)
- 1959: Keine Gnade für Tom Dooley (The Legend of Tom Dooley)
- 1959–1973: Bonanza (Fernsehserie, 428 Folgen)
- 1974–1983: Unsere kleine Farm (Little House on the Prairie, Fernsehserie, 187 Folgen)
- 1976: Der Sieg seines Lebens (The Loneliest Runner) (Fernsehfilm)
- 1983: Operation Comeback (Love Is Forever, Fernsehfilm)
- 1984–1989: Ein Engel auf Erden (Highway to Heaven, Fernsehserie, 111 Folgen)
- 1990: Der letzte Flug der Taube (Where Pigeons Go to Die, Fernsehfilm)
- 1991: Weite Reise (Us, Fernsehfilm)

## Auszeichnungen
- 1965: Bronzener Bravo-Otto der deutschen Jugendzeitschrift Bravo
- 1969: Goldener Bravo-Otto
- 1969: Bambi für Bonanza
- 1980: Spur Award der Western Writers of America
- 1984: Golden Boot Award
- 1984: Stern auf dem Hollywood Walk of Fame (1500 N. Vine Street)